# Arnsteinsches Gartenpalais
Das Arnsteinsche Gartenpalais war ein Palais im damaligen südwestlichen Wiener Vorort Braunhirschen (heute Rudolfsheim-Fünfhaus). Es befand sich im Bereich der heutigen Reindorfgasse – Arnsteingasse – Fünfhausgasse – Herklotzgasse. Nach seinem späteren Besitzer, dem Bankier Nathan Adam Freiherr von Arnstein, wurde es Arnstein’sches Gartenpalais genannt. Das weitere Schicksal des Palais ist unklar.

## Geschichte
Hugo Freiherr von Waldstätten ließ das Palais 1770/71 vermutlich als Sommersitz nahe Schloss Schönbrunn in den damals noch unbebauten Feldern oberhalb des Wienflusses errichten. Es diente anschließend als Sommersitz für Erzherzogin Marie Christine, Lieblingstochter von Kaiserin Maria Theresia, Schwester von Kaiser Joseph II. und Gattin Herzog Alberts von Sachsen-Teschen. 
Nach ihrem Tod 1798 – nach anderer Aussage im Jahr 1794 – gelangte das Palais an den jüdischen Bankier Nathan Adam Freiherr von Arnstein, der es vergrößern und verschönern ließ. Dessen Hauptwohnsitz war das Arnsteinsche Palais am Hohen Markt, 1794–96 von Frank Wilhelm von Natorp erbaut, wo seine Frau Franziska, genannt Fanny, einen berühmten Salon pflegte. Zur Unterscheidung wurde das Schloss in den Vororten „Arnsteinsches Gartenpalais“ genannt. Nach dem Tod Nathans und seiner Frau ging das Gartenpalais in den Besitz ihrer Tochter Henriette Freifrau von Pereira-Arnstein und deren Gatten Heinrich Freiherr von Pereira über. Sie behielten das Schloss bis in die 1860er-Jahre. 
Da sich das Ehepaar in Hietzing angesiedelt hatte, verkaufte es Teile des großen Grundstückes. Ihre Tochter Flora Gräfin von Fries siedelte 1860 den Orden der Armen Schulschwestern Unserer lieben Frau hier an, die bis heute das Schulzentrum Friesgasse betreiben. Der heutige Henriettenplatz ist der letzte Rest des ehemaligen großen Schlossgartens. Eine Lithographie mit der Vorderansicht des Schlosses ist im Wien Museum vorhanden.